# La versione di Barney
La versione di Barney è un romanzo dello scrittore canadese Mordecai Richler. Il libro, pubblicato nel 1997, è il racconto della vita dell'ebreo canadese Barney Panofsky, scritta in forma di autobiografia.

## Trama
Barney Panofsky (produttore televisivo di successo) è un ricco ebreo canadese figlio di un poliziotto che, passati i sessant'anni, decide - apparentemente controvoglia - di scrivere una autobiografia. Il motivo che spinge Barney a scriverla è dare la sua "versione" dei fatti che hanno portato alla morte del suo amico Bernard "Boogie" Moscovitch, e liberarsi così dall'accusa di omicidio mossagli nel libro Il tempo, le febbri dallo scrittore Terry McIver, compagno di Barney al tempo del suo lungo soggiorno a Parigi.
Nel corso della stesura delle sue memorie tuttavia i ricordi di Barney diventano via via confusi: gli episodi del suo passato si intrecciano indissolubilmente con gli avvenimenti del suo presente. Così l'intero romanzo risulta essere una serie di flashback disordinati: i racconti delle giornate del "vecchio" Barney (acciaccato, abbandonato dalla moglie ed alcolista irrecuperabile) si mescolano alla girandola dei ricordi d'una vita ricca di avvenimenti e incontri straordinari.
Il romanzo è strutturato in tre parti, una per ciascuna delle tre mogli di Barney: la prima, la pittrice Clara Charnofsky, morta suicida a Parigi; la ciarliera "seconda signora Panofsky", una ricca ereditiera che Barney sposa senza troppa convinzione e dalla quale divorzia presto; Miriam, il vero grande amore di Barney, di cui egli si innamora fulmineamente e follemente nel giorno stesso del suo matrimonio con la "seconda signora Panofsky", dalla quale avrà tre figli (Michael, Saul, Kate) con i quali Barney ha un rapporto conflittuale. In realtà, a causa delle continue digressioni, episodi concernenti tutte e tre le donne sono presenti in ciascuna delle tre parti del romanzo.
Le memorie di Barney vengono poi pubblicate postume, con l'inserimento di pignole note a piè di pagina, a correzione delle sviste di Barney, dal figlio Michael, che è inoltre autore del poscritto dell'opera, in cui si spiegano i motivi dei vuoti di memoria di Barney (che è infatti affetto dalla malattia di Alzheimer) e nelle quali viene infine chiarito il mistero sulla morte di Boogie.

## Storia editoriale
Richler ha sempre smentito che Barney fosse in qualche modo un suo alter ego, anche se esistono numerose analogie fra la vita dell'autore e quella raccontata nel suo romanzo. Il libro ha avuto grande successo internazionale, in particolar modo in Italia, dove nel 2001 è divenuto un vero e proprio caso letterario.

## Trasposizione cinematografica
Nel 2010 è stata realizzata una trasposizione cinematografica del romanzo: il film, diretto da Richard J. Lewis ed interpretato da Paul Giamatti, Dustin Hoffman e Rosamund Pike, è stato presentato in concorso alla 67ª Mostra del cinema di Venezia.

## Edizioni
- Mordecai Richler, La versione di Barney, traduzione di Matteo Codignola, Adelphi, 2000.